# Kto nie kochał
Kto nie kochał – piosenka Piotra Cugowskiego wydana 24 października 2018 przez Sony Music Entertainment Poland jako singel promujący jego debiutancki album studyjny, zatytułowany 40.
Muzykę skomponowali Marcin Trojanowicz i Piotr Cugowski, a tekst napisał Wojciech Byrski.
Do utworu powstał teledysk w reżyserii Pascala Pawliszewskiego.
Piosenkę „Kto nie kochał” Piotr Cugowski zaśpiewał w czerwcu 2019 na Festiwalu w Opolu w koncercie „Od Opola do Opola”.

## Pozycje na listach airplay
| Lista             | Pozycja |
| ----------------- | ------- |
| AirPlay – Top     | 4       |
| AirPlay – Nowości | 1       |

## Certyfikaty i sprzedaż
| Data          | Certyfikat ZPAV | Sprzedaż |
| ------------- | --------------- | -------- |
| 6 marca 2019  | złota płyta     | 10 000+  |
| 24 marca 2021 | platynowa płyta | 20 000+  |